# Zawada (powiat olkuski)
Zawada – wieś w Polsce, w województwie małopolskim, w powiecie olkuskim, w gminie Olkusz. Położona w południowej części Wyżyny Olkuskiej, będącej częścią Wyżyny Krakowsko-Częstochowskiej, ok. 10 km na południowy wschód od Olkusza, ok. 12 km na północ od Krzeszowic i ok. 35 km na północny zachód od Krakowa. Całość miejscowości leży w malowniczej dolinie na terenie Parku Krajobrazowego Dolinki Krakowskie.
W latach 1975–1998 miejscowość należała administracyjnie do województwa katowickiego.

## Nazwa
Według popularnej legendy nazwa pochodzi od karczmy, która przed wiekami istniała we wsi i o którą to podróżni „zawadzali”. podróżując historycznym gościńcem ze Śląska przez Sławków, Olkusz do Krakowa. Do tej pory część wsi, gdzie niegdyś wznosiły się zabudowania karczmy, przez mieszkańców nazywana jest Karczmiskiem.

## Parafia
Wieś należy do parafii rzymskokatolickiej pod wezwaniem św. Mikołaja w Gorenicach, znajduje się tu jednak duża kaplica pod wezwaniem Matki Boskiej Różańcowej, w której odprawiane są msze.

## Ochotnicza Straż Pożarna
Ochotnicza Straż Pożarna została założona w Zawadzie z inicjatywy mieszkańców 1 listopada 1964.
Do budowy remizy strażackiej mieszkańcy przystąpili 28 września 1967 (wmurowanie aktu erekcyjnego). Prace ukończono 19 października 1969. Pierwszym naczelnikiem został Władysław Piątek. Pod koniec lat 90. XX wieku ukończono generalny remont i rozbudowę budynku. Obecna remiza to okazały, świetnie wyposażony (jak na okoliczne standardy) budynek, wykorzystywany do organizacji wesel i imprez okolicznościowych.

## Podział wsi
- Zawada Pierwsza
- Zawada Druga